# Hermann Plathner (Baumeister)
Hermann Georg Christian Plathner (* 24. Dezember 1818 in Kamenz Landkreis Münsterberg; † 25. November 1897 in Herischdorf, Landkreis Hirschberg im Riesengebirge, Provinz Schlesien) war ein deutscher Baumeister.

## Leben
Hermann Plathner besuchte das Friedrichs-Gymnasium in Breslau und das Königliche Katholische Gymnasium in Glatz. 1838 wurde er zum königlichen Feldmesser ernannt. Nach dem Besuch der Bauakademie in Berlin wurde er 1841 Baumeister, 1842 Bauinspektor und 1845 Land- und Wasserbauinspektor. 1852 stieg er zum königlichen Eisenbahn-Baumeister und Hilfsarbeiter im Handelsministerium in Berlin auf. 1872 wurde er zum Baurat und 1874 zum Regierungs- und Baurat ernannt. 1887 trat er in den Ruhestand. 
Plathner schrieb mehrere wissenschaftliche Arbeiten.